# Where Horses Go to Die
Pour plus de détails, voir Fiche technique et Distribution.
Where Horses Go to Die est un film dramatique français réalisé par Antony Hickling, sorti en 2016.

## Fiche technique
- Titre : Where Horses Go to Die
- Réalisation : Antony Hickling
- Scénario : Antony Hickling et Céline Solignac
- Décors : Livia Colombani
- Costumes : Hervé Delachambre
- Musique : Julien Mélique & Simon Leopold , Loki Starfish
- Montage : Victor Toussaint
- Photographie : Yann Gadaud
- Producteur : Antony Hickling et Matthew Allen
- Production : Hickling & Allen Films
- Distribution : Optimale (France)
- Pays d'origine :  France
- Durée : 67 minutes
- Genre : drame
- Dates de sortie :
  - France : 
    - 15 septembre 2016
    - 18 janvier 2017

  -  Argentine : 19 novembre 2016

## Distribution
- Manuel Blanc : Manuela / Marco
- Jean-Christophe Bouvet : Daniel
- Amanda Dawson : Candice
- Alexandre Styker : François
- Luc Bruyère : Mohammed
- Esteban François : Thomas
- Walter Dickerson : Divine
- Stéphanie Michelini : une prostituée
- Hervé Joseph Lebrun : Milice
- Anthony Ross : Milice